# Sainte-Foy (Wandea)
Sainte-Foy – miejscowość i gmina we Francji, w regionie Kraj Loary, w departamencie Wandea.
Według danych na rok 1999 gminę zamieszkiwały 1357 osoby, a gęstość zaludnienia wynosiła 86 osób/km² (wśród 1504 gmin Kraju Loary Sainte-Foy plasuje się na 659. miejscu pod względem liczby ludności, natomiast pod względem powierzchni na miejscu 755.).